# Euritermia
L'euritermia (dal greco εὐρὺς, ampio, e θερμὸς, calore) è la possibilità di alcuni esseri viventi (ad es. mammiferi e uccelli) di tollerare variazioni di temperatura anche forti. È diffusa particolarmente nei pesci d'acqua dolce o in quelli marini delle acque superficiali, che si adattano con più facilità alle escursioni termiche. Il fenomeno opposto è la stenotermia.